# Camió miner

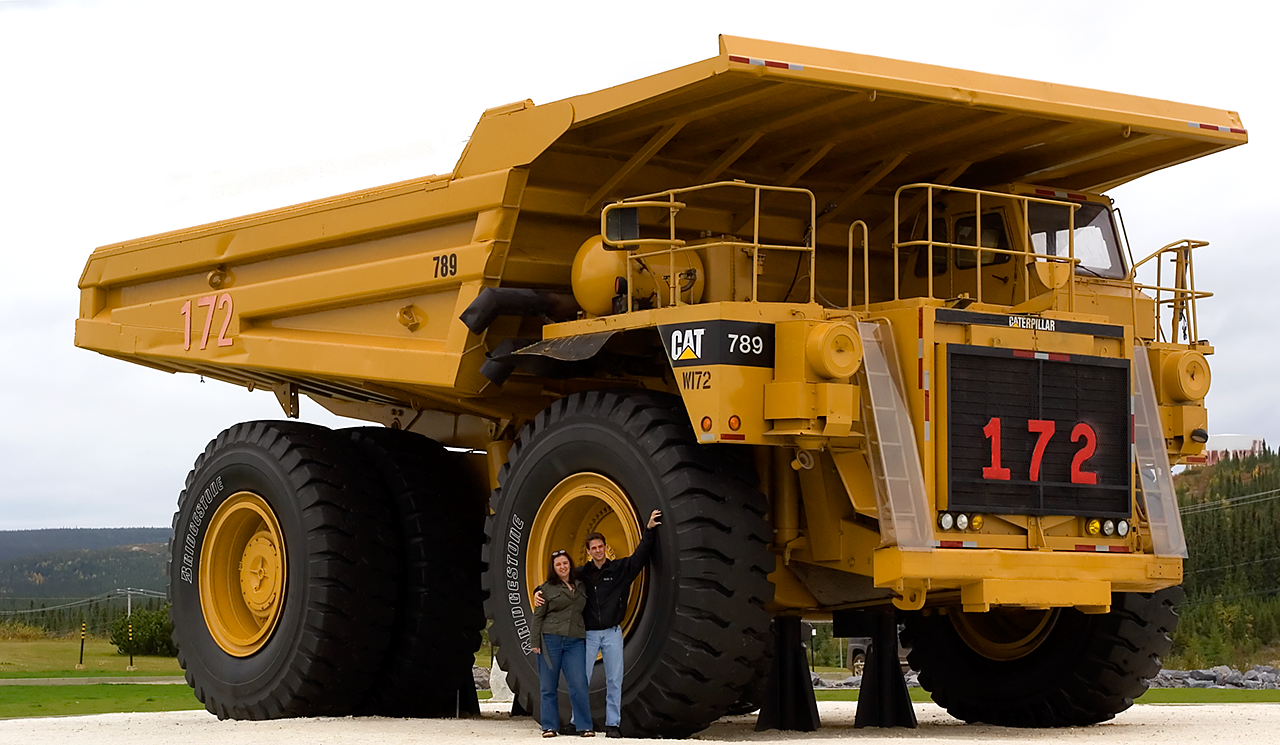
Camió miner al Quebec, el Canadà, amb persones per a dimensionar l'escala.

Camió miner, bolquet miner, o camió pesant és un vehicle tot terreny bolquet de xassís rígid, específicament dissenyat per a ser usat en l'explotació minera a gran escala o per a treballs extremadament pesants en construcció.

## Descripció
La majoria dels camions miners tenen un disseny de dos eixos, però dos coneguts són alguns models dels anys 1970, el 350T Terex Tità i el 235T Wabco 3200/B, tenen tres eixos. La capacitat de càrrega d'aquests camions va des de les 40 tones curtes (36 tones) fins a les 400 tones curtes (363 ton.).
Els camions utilitzats en pedreres tenen generalment una capacitat de càrrega de 40 a 100 tones curtes. Un bon exemple és el model Caterpillar 775 (de 64 tones de capacitat). Les operacions en pedreres són típicament de menors volums que les d'altres tipus de mines com poden ser per exemple les mines de coure o d'or i requereixen per tant de vehicles menors.

## Classe Ultra
Els camions miners més grans i amb major capacitat de càrrega són aquells denominats: Camions classe ultra. Els camions classe ultra inclouen tots aquells camions de transport amb capacitats de càrrega de 300 tones curtes o més. Fins a octubre de 2013 el major camió d'aquest tipus era el BelAZ 75710 amb una capacitat de càrrega de 450 tones mètriques.

## Exemples

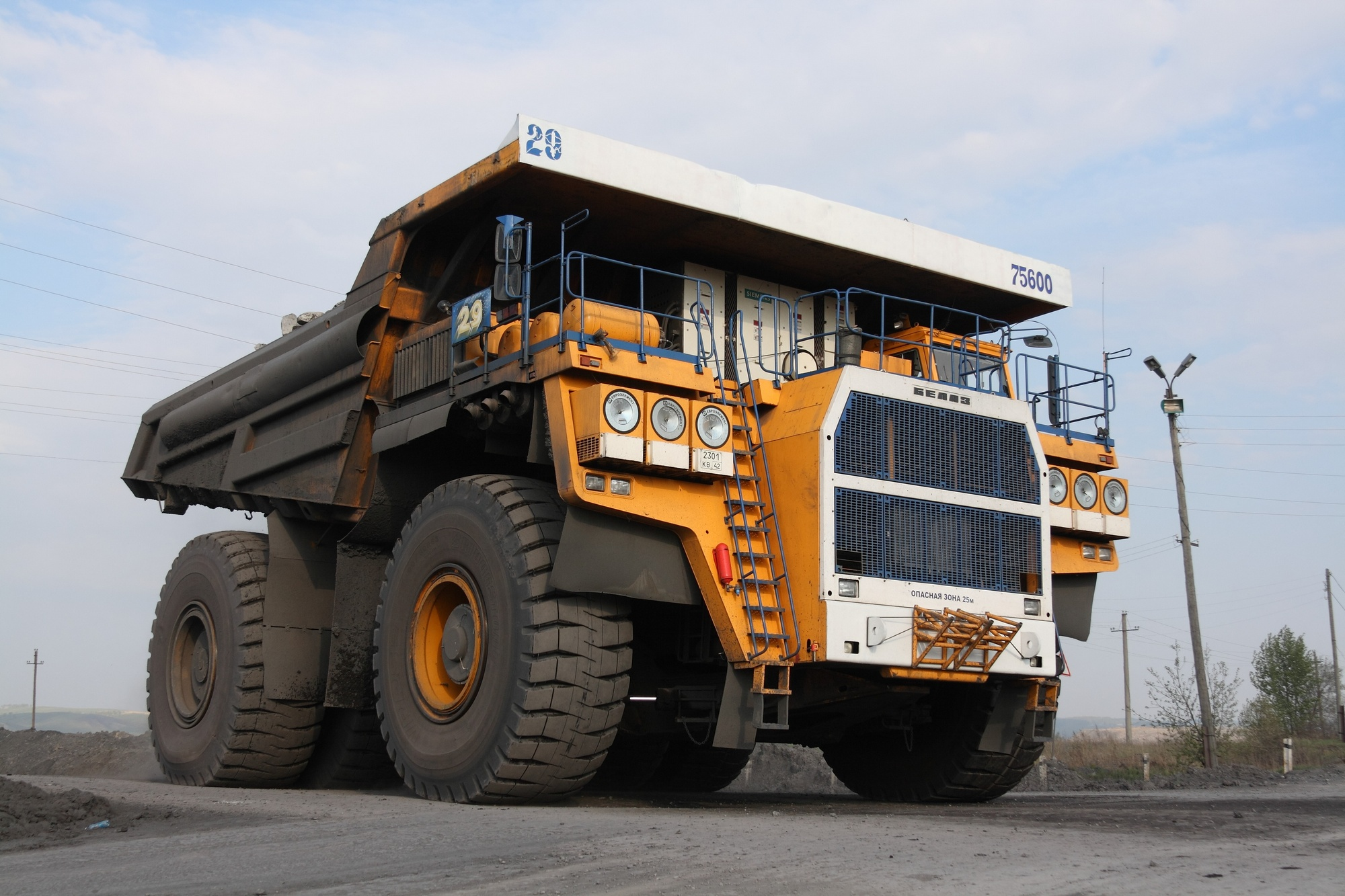
Camió miner BelAZ 75600 del fabricant bielorús BelAZ
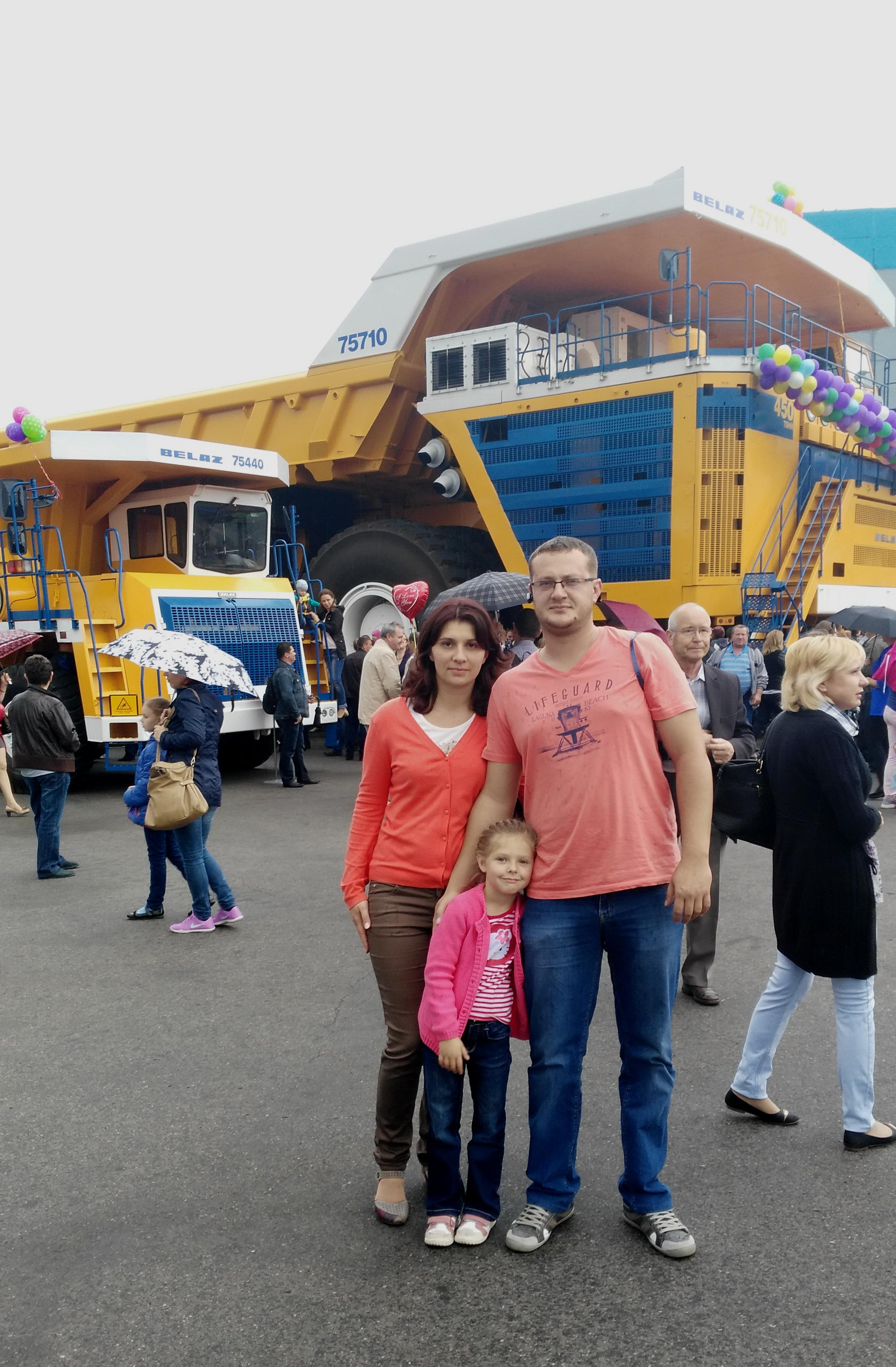
Família bielorrussa a prop d'un BelAZ 75710 a la ciutat de Zhodzina l'any 2015.
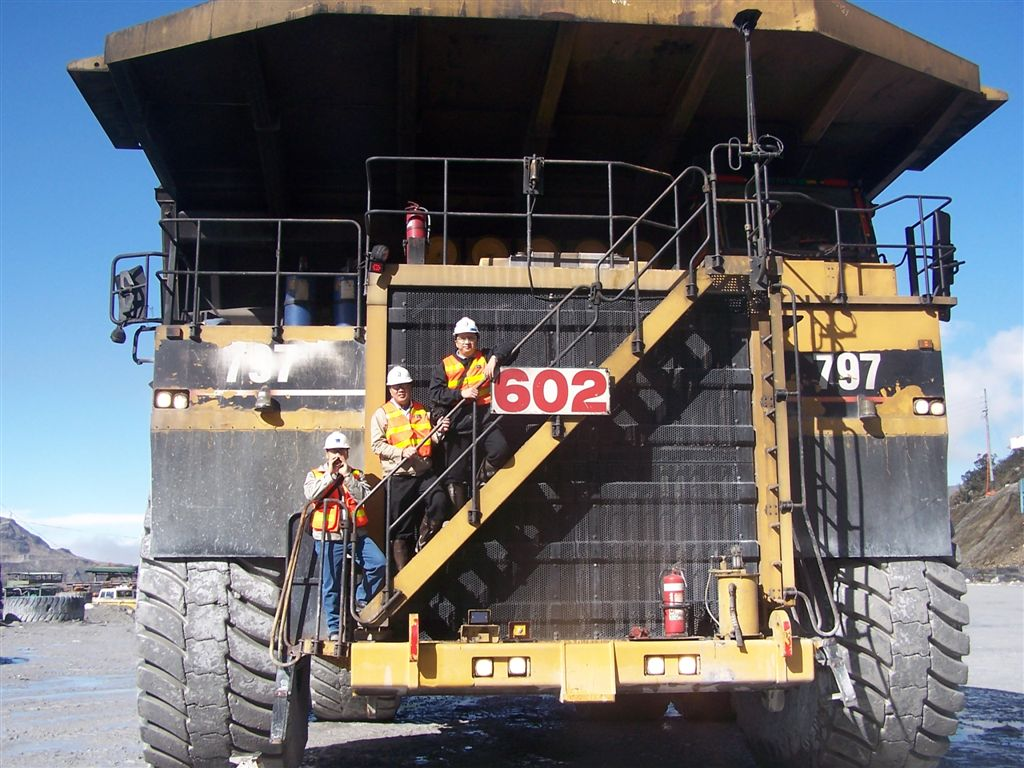
Vista frontal d'un camión miner Caterpillar 797
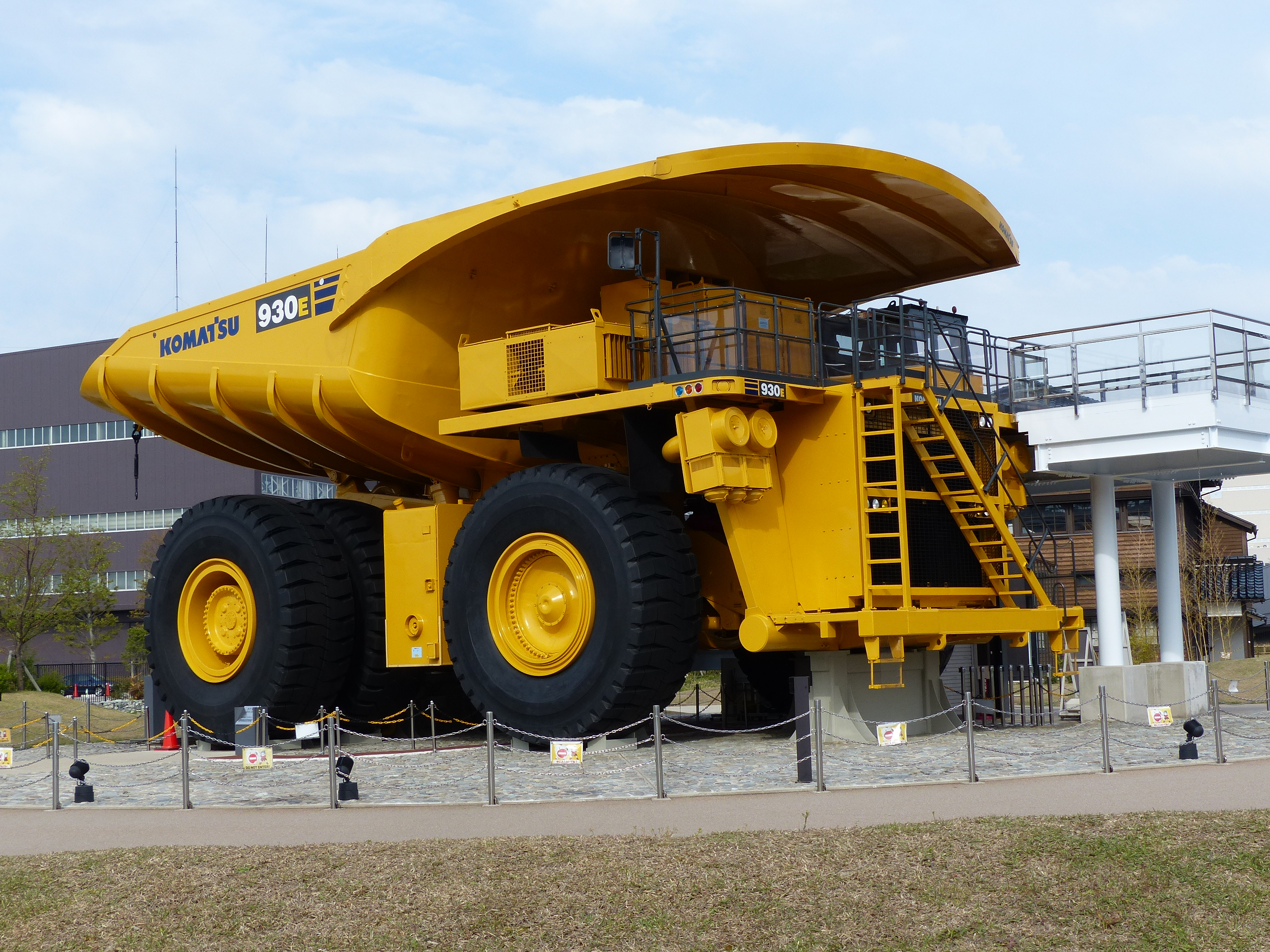
Camión minero Komatsu 930E-2 en exhibició
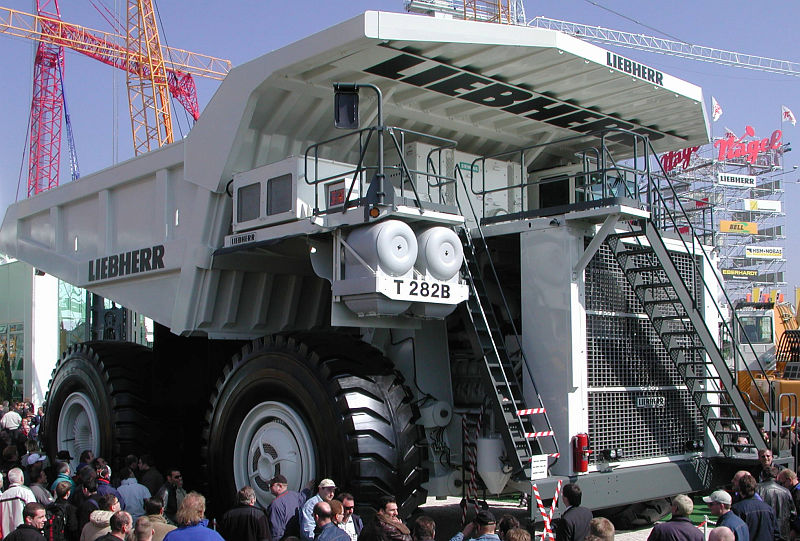
Un Liebherr T 282B, camió miner classe ultra a la Fira internacional de negocis Bauma 2005 a Munic, Alemanya.
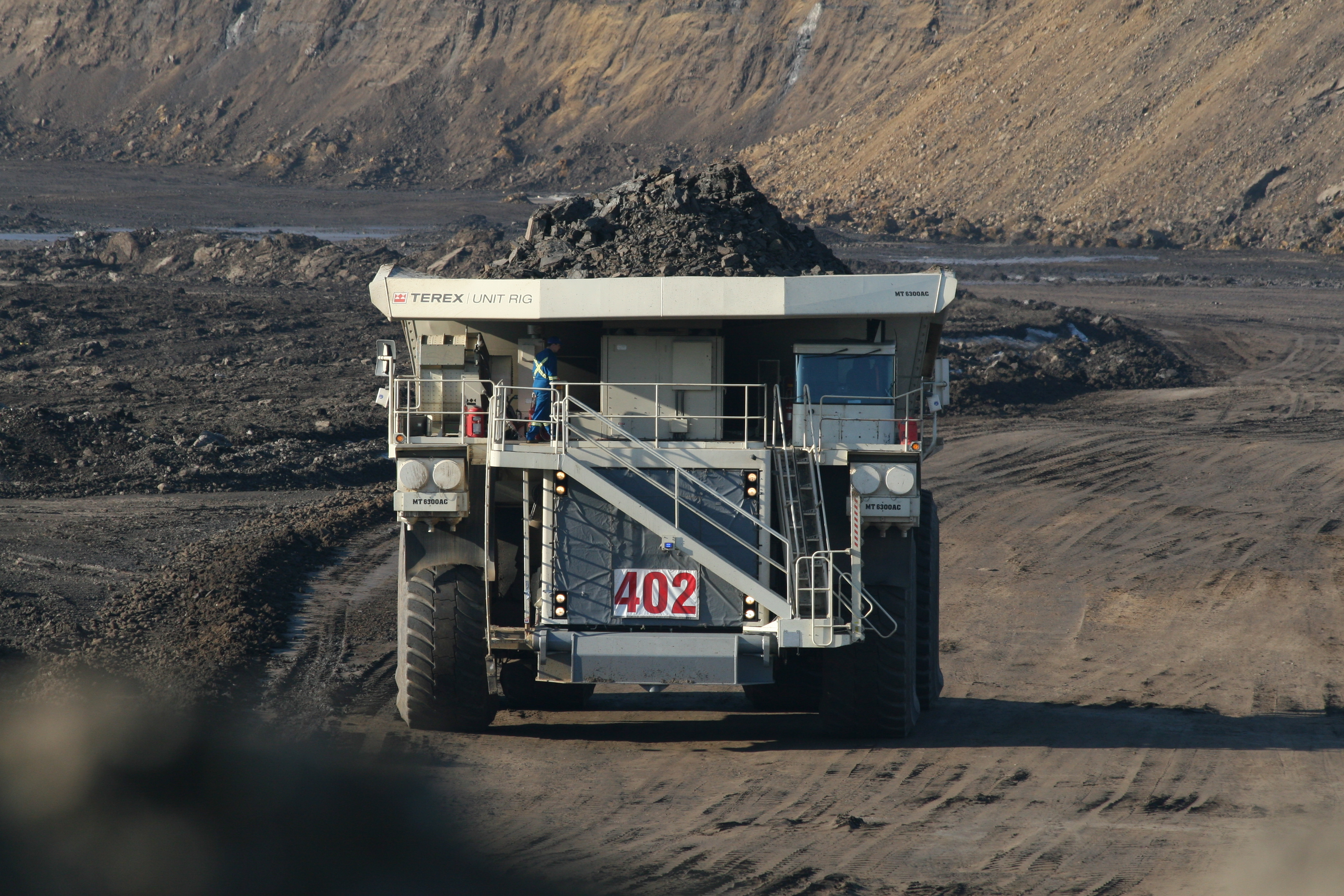
El MT6300AC primerament va ser fabricat per Terex i posteriorment per Bucyrus
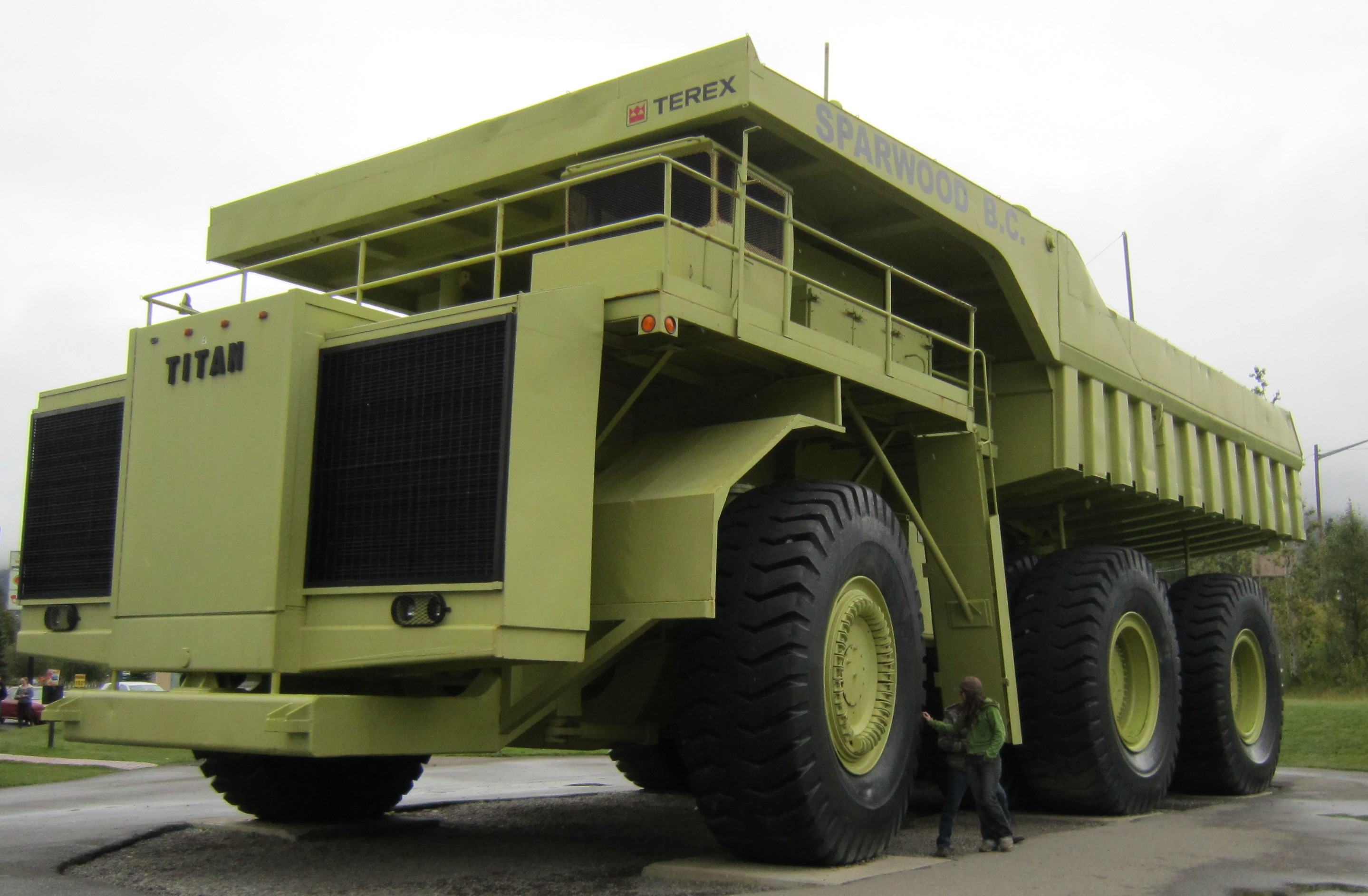
El Terex 33-19 “Titan” va ser durant molt de temps el camió de transport més gran del seu tipus.